# Festival RTP da Canção 1996
O XXXII Festival RTP da Canção 1996 foi o trigésimo segundo Festival RTP da Canção e teve lugar no dia 7 de março de 1996 no Teatro Politeama, em Lisboa.
Os apresentador foram Isabel Angelino e Carlos Cruz.

## Festival
A RTP levou a efeito o Festival da Canção 1996 no dia 7 de março, no Teatro Politeama, em Lisboa, com a apresentação a cargo de Isabel Angelino e de Carlos Cruz.
Este espetáculo dividiu-se em três partes:
Na primeira parte assistiu-se ao desfile das 10 canções concorrentes. Na segunda parte foi tempo para uma homenagem ao cinema português concebida por Filipe La Féria que teve interpretação de Carlos Paulo, Wanda Stuart, Anabela, Jorge Magalhães, Rita Ribeiro, Pedro Fernandes e André Maia. No elenco infantil estiveram Gustavo Teixeira, Ana Rita Inácio, Brígida Neves, Beliza Embaló, Catarina Ambar, Daniela Varela, Diana Neves, Edgar Santos, Filipa Batista, Jacqueline Pereira, Mara Celima, Marta Gil, Michael Figueiredo, Miguel Teixeira, Nuno Lago, Patrícia Mota, Rodrigo Saraiva, Sílvia Margarida e Sérgio Moreno. Na terceira parte foi tempo do júri distrital votar. 
A canção que recolheu mais votos foi o tema "O meu coração não tem cor", com poema de José Fanha, música de Pedro Osório e interpretação de Lúcia Moniz. Em 2º lugar e com menos quatro pontos posicionou-se "Canto em português" que teve interpretação de Patrícia Antunes, uma canção com poema de Rosa Lobato de Faria e música de João Mota Oliveira. O Prémio de Interpretação foi atribuído a Bárbara Reis pela defesa do tema "A minha ilha".
| #   | Artista                 | Canção                           | Música (m) / Letra (l)                                          | Pontuação | Classificação |
| --- | ----------------------- | -------------------------------- | --------------------------------------------------------------- | --------- | ------------- |
| 1º  | Vânia Maroti            | "Start stop"                     | Pedro Abrantes e Fernando Abrantes (m), Maria João Abrantes (l) | 33        | 10º           |
| 2º  | Tó Leal                 | "Eu, mesmo"                      | Paco Bandeira (m), Francisco Rodrigues (l)                      | 42        | 8º            |
| 3º  | Patrícia Antunes        | "Canto em Português"             | João Mota Oliveira (m), Rosa Lobato de Faria (l)                | 91        | 2º            |
| 4º  | Bárbara Reis            | "A minha ilha"                   | Luís Filipe e Johnny Galvão (m & l)                             | 43        | 7º            |
| 5º  | Elaisa                  | "Ai a noite"                     | Ondina Veloso (Dina) (m), Rosa Lobato de Faria (l)              | 49        | 6º            |
| 6º  | SomSeis                 | "A canção da paz"                | Thilo Krasmann (m), Rosa Lobato de Faria (l)                    | 76        | 3º            |
| 7º  | Cristina Castro Pereira | "Ganhámos o céu"                 | José Cid (m & l)                                                | 63        | 4º            |
| 8º  | Lúcia Moniz             | "O meu coração não tem cor"      | Pedro Osório (m), José Fanha (l)                                | 95        | 1º            |
| 9º  | Pedro Miguéis           | "Prazer em conhecer"             | Jan van Dijck (m), Nuno Gomes dos Santos (l)                    | 54        | 5º            |
| 10º | João Portugal           | "Top model (Check in check out)" | Nuno Nazareth Fernandes (m & l)                                 | 34        | 9º            |